# Peter van Nieuwenhuizen
Peter van Nieuwenhuizen (ur. 26 października 1938 w Utrechcie, Holandia) – holenderski fizyk. Obecnie piastuje urząd profesora na Uniwersytecie Stony Brook w Stanach Zjednoczonych. Van Nieuwenhuizen jest znany przede wszystkim dzięki swoim odkryciom w dziedzinie supergrawitacji, których dokonał wraz z Sergio Ferrarą i Danielem Z. Fredmanem.
Żonaty z Marie de Crombrugghe, z którą ma trójkę dzieci: Adrienne, Olivia i Patrick.